# Bojongsalam (Rancaekek)
Bojongsalam is een bestuurslaag in het regentschap Bandung van de provincie West-Java, Indonesië. Bojongsalam telt 6175 inwoners (volkstelling 2010).